# Woodlawn (Carolina del Norte)
Woodlawn es un lugar designado por el censo ubicado en el condado de Alamance en el estado estadounidense de Carolina del Norte. La localidad en el año 2000, tenía una población de 1.051 habitantes en una superficie de 13 km², con una densidad poblacional de 81.4 personas por km².

## Geografía
Woodlawn se encuentra ubicado en las coordenadas 36°7′N 79°17′O / 36.117, -79.283. Según la Oficina del Censo, la localidad tiene un área total de 13 km² (5 mi²), de la cual 12,9 km² (5 mi²) es tierra y 0,1 km² (0 mi²) (0.80%) es agua.

### Localidades adyacentes
El siguiente diagrama muestra a las localidades en un radio de 12 kilómetros (7,5 mi) de Woodlawn.

## Demografía
En el 2000 la renta per cápita promedia del hogar era de $54.130, y el ingreso promedio para una familia era de $67.303. El ingreso per cápita para la localidad era de $25.366. En 2000 los hombres tenían un ingreso per cápita de $39.471 contra $33.864 para las mujeres. Alrededor del 3.70% de la población estaba bajo el umbral de pobreza nacional.